# Media Resource Control Protocol
Media Resource Control Protocol (kurz: MRCP) ist ein Standard des IETF für den Zugriff auf Sprachsoftware in verteilten Systemen bzw. im Internet. Das Protokoll ermöglicht die Fernsteuerung und externe Kontrolle von Sprach-Ressourcen.
Es definiert den Austausch von Sprach- und Steuerinformationen in Client-Serverumgebungen.
MRCP dient der Übermittlung der Steuerinformationen, während andere Protokolle wie RTSP (Real-Time Streaming Protocol) oder  RTP (Real-Time Transport Protocol) die Sprachübertragung definieren.

## Vorteile von MRCP
- Einheitlichkeit
- Vereinfachung der Architektur
- Brücken zum Internet
- Herstellerunabhängigkeit und Kombinationsmöglichkeiten verschiedener Erkenner

### MRCP kann für folgende Software genutzt werden
- Spracherkennung
- Sprachsynthese
- Sprecherverifizierung
- Sprachaufzeichnung

## Weiterentwicklung MRCPv2
Die Weiterentwicklung MRCPv2 setzt statt auf RTSP auf SIP und SDP.